# Rue Eugène-Flachat
La rue Eugène-Flachat est une voie du 17e arrondissement de Paris, en France.

## Situation et accès
La rue Eugène-Flachat est une voie publique située dans l'ouest du 17e arrondissement de Paris. Elle débute à l'est au 1, rue Alfred-Roll, à l'intersection avec la rue Verniquet sur la place Loulou-Gasté. Elle se termine 175 m à l'ouest au 51 bis, boulevard Berthier et au 18, avenue Gourgaud, sur la place Paul-Léautaud. Il s'agit d'une voie droite, sans aucune intersection entre ses extrémités.
La voie est numérotée d'est en ouest, les numéros pairs se situant à gauche lorsqu'on la remonte (sens de circulation), les numéros impairs à droite.
La station de métro la plus proche est Pereire sur la ligne 3, 100 m au sud. La gare du RER C Pereire - Levallois est située à peu près au même endroit.

## Origine du nom

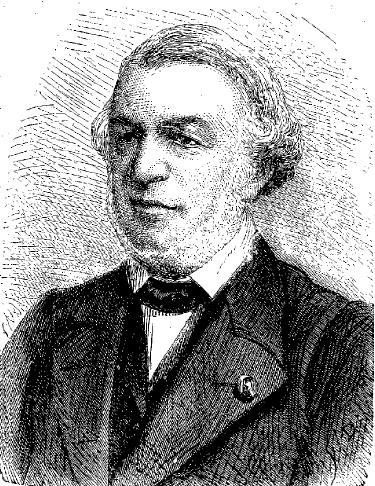
Eugène Flachat.

La voie prend le nom d'Eugène Flachat (1802-1873), ingénieur en chef de la compagnie des chemins de fer de l'Ouest, car elle part de l'aiguillage où convergent la ligne de Petite Ceinture et la ligne d'Auteuil, dont la compagnie des chemins de fer de l'Ouest est alors concessionnaire.

## Historique
Cette voie est ouverte sous sa dénomination actuelle par un décret du 30 avril 1879. Un décret du 15 mars 1883 autorise son raccordement au  boulevard Berthier,. 
Entre 1880 et 1895, alors que la bourgeoisie parisienne de la fin du XIXe siècle a déjà élu domicile dans la plaine Monceau, elle est lotie de nombreux hôtels particuliers.

## Bâtiments remarquables et lieux de mémoire
Le côté pair de la rue possède de nombreux hôtels particuliers et villas :
- No 8 : hôtel particulier construit en 1881 par l'architecte Gaston Aubry. L'architecte Georges-Louis Bayard y a fait des travaux en 1882.
- No 14 : villa construite en 1895 par l'architecte Charles Girault.
- No 16 : hôtel particulier construit en 1882 par l'architecte Georges-Louis Bayard, ancien élève de Vaudremer. Façade de style néo-Louis XIII. Il a été habité par l'architecte Stephen Sauvestre entre 1888 et 1896.
- No 18 : hôtel particulier jumeau de celui du no 16.
- No 20 : hôtel particulier de l'architecte Louis Dejey, élevé en 1891. Le siège du Souvenir français y est situé.
- No 22 : hôtel particulier habité entre 1899 et 1918 par le peintre Roger Jourdain puis par Jean-Jacques Bernard, qui y reçoit en octobre 1943 son père Tristan Bernard libéré du camp de Drancy. En 1950, Madame Jean-Jacques Bernard née Georgette Fray (1893-1956) y créé une école Montessori. L'entreprise est poursuivie par leur fille Anne-Marie née en 1919, épouse de Jérôme Gillet. L'architecte Guillaume Gillet effectue des aménagements en 1968.
- No 24 : hôtel particulier construit en 1882 par l'architecte Georges-Louis Bayard. Façade en pierre blanche inspirée du rationalisme constructif de Viollet-le-Duc.
- No 26 : hôtel particulier construit vers 1880. Façade en pierre blanche à remplissage de briques rouges de style néo-Louis XIII.
- No 28 : hôtel particulier de la fin du XIXe siècle. Façade à bandeaux de briques alternativement brunes et rouges.
- No 30 : hôtel particulier et atelier construits en 1887 par l'architecte Gaston Aubry. Façade en briques rouges et pierres de parement et  comble à lucarne en bois apparent. L'arrière est visible au 49 boulevard Berthier.
- No 32 : Maison Dumas, hôtel particulier construit en 1892 par l'architecte Paul Sédille. Céramiques de Jules Loebnitz. L'arrière est visible au 51 boulevard Berthier[6].
- No 34 : hôtel particulier de l'architecte Jean Brisson, construit en 1891 à l'angle du boulevard Berthier. Façade en briques rouges et pierres blanches ornée d'un bas-relief de Joseph Gustave Chéret (1838-1894), frère cadet de Jules Chéret.

Quelques immeubles
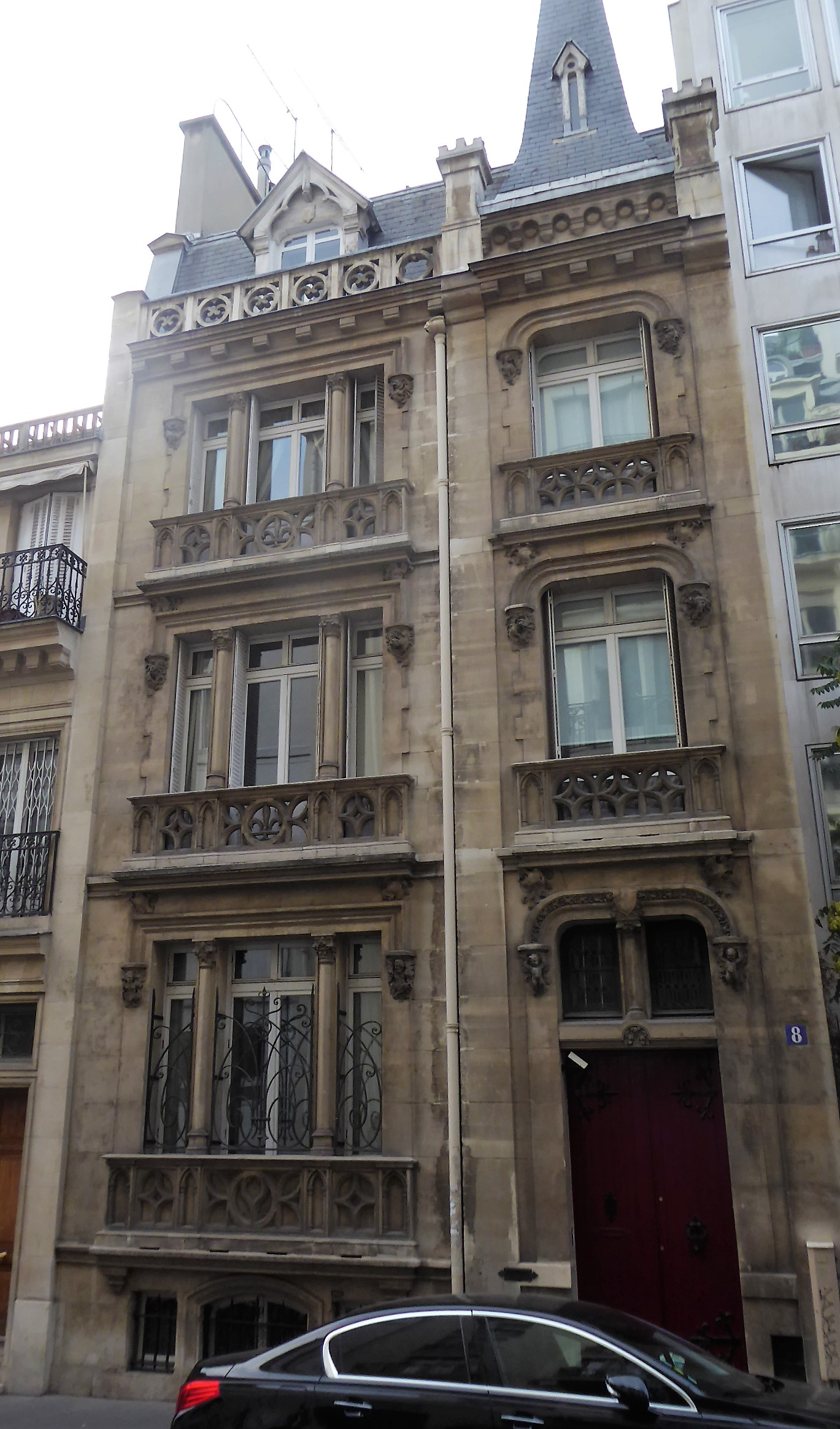
Immeuble no 8.
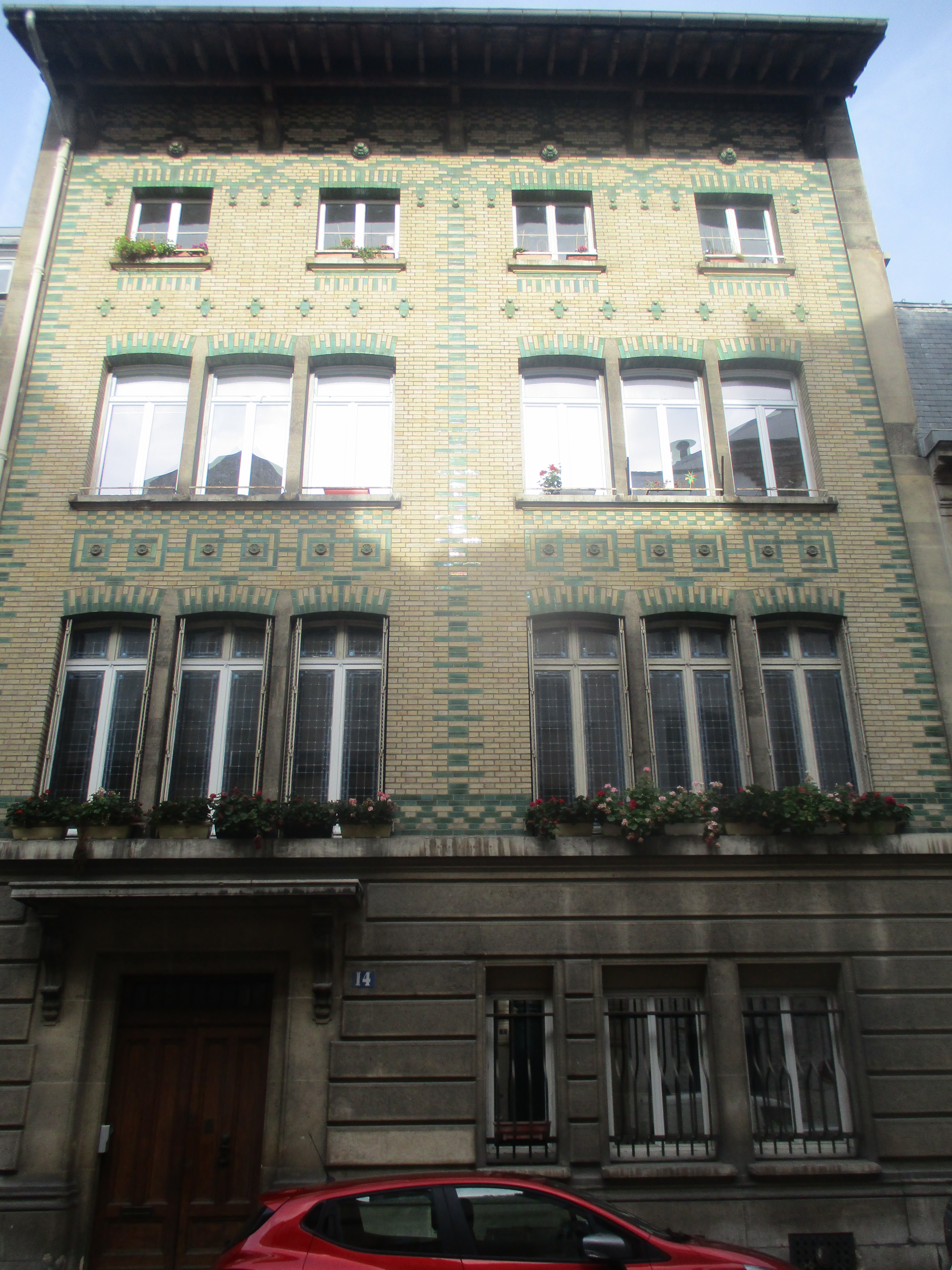
Immeuble no 14.
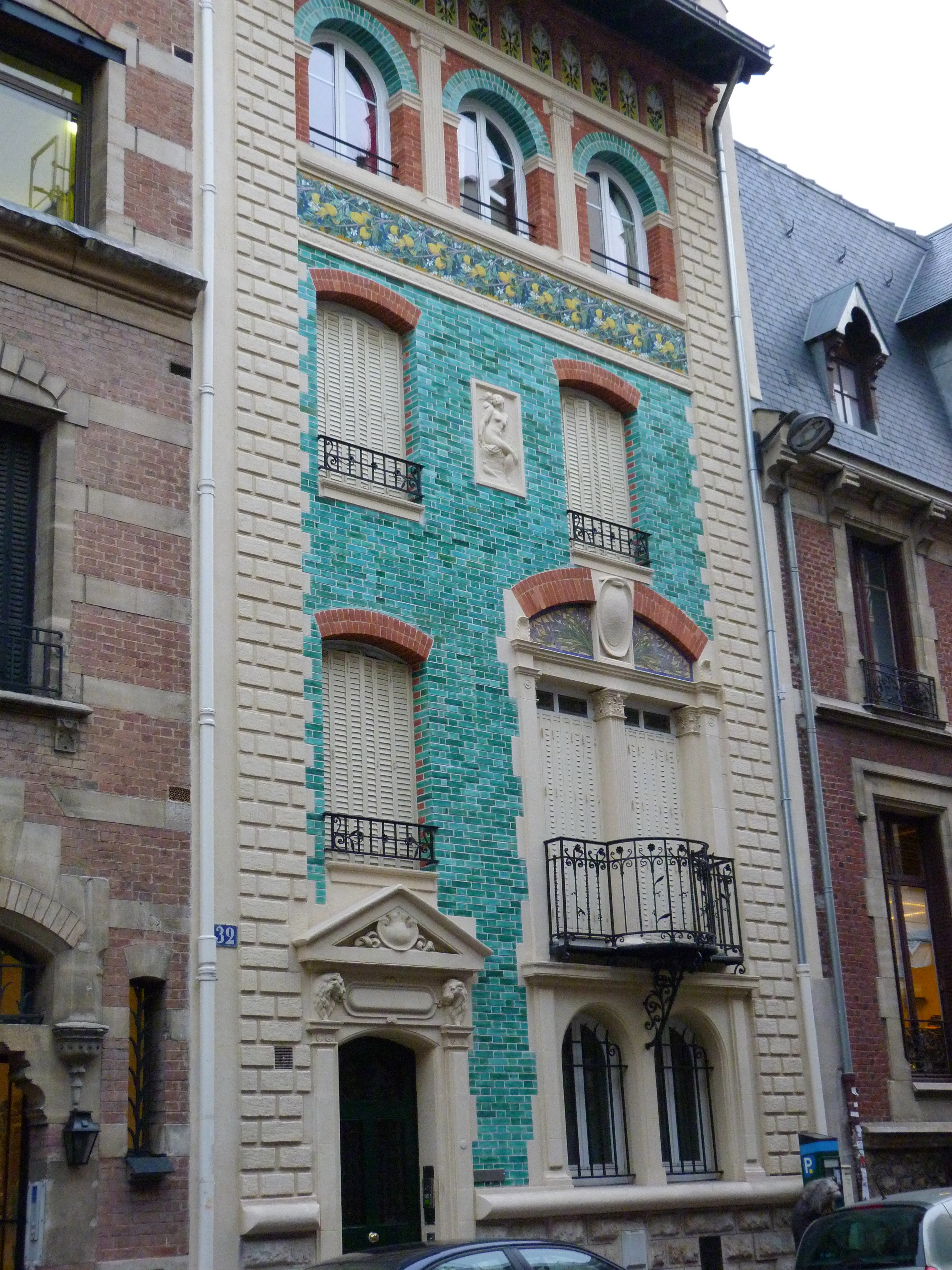
Immeuble no 32.
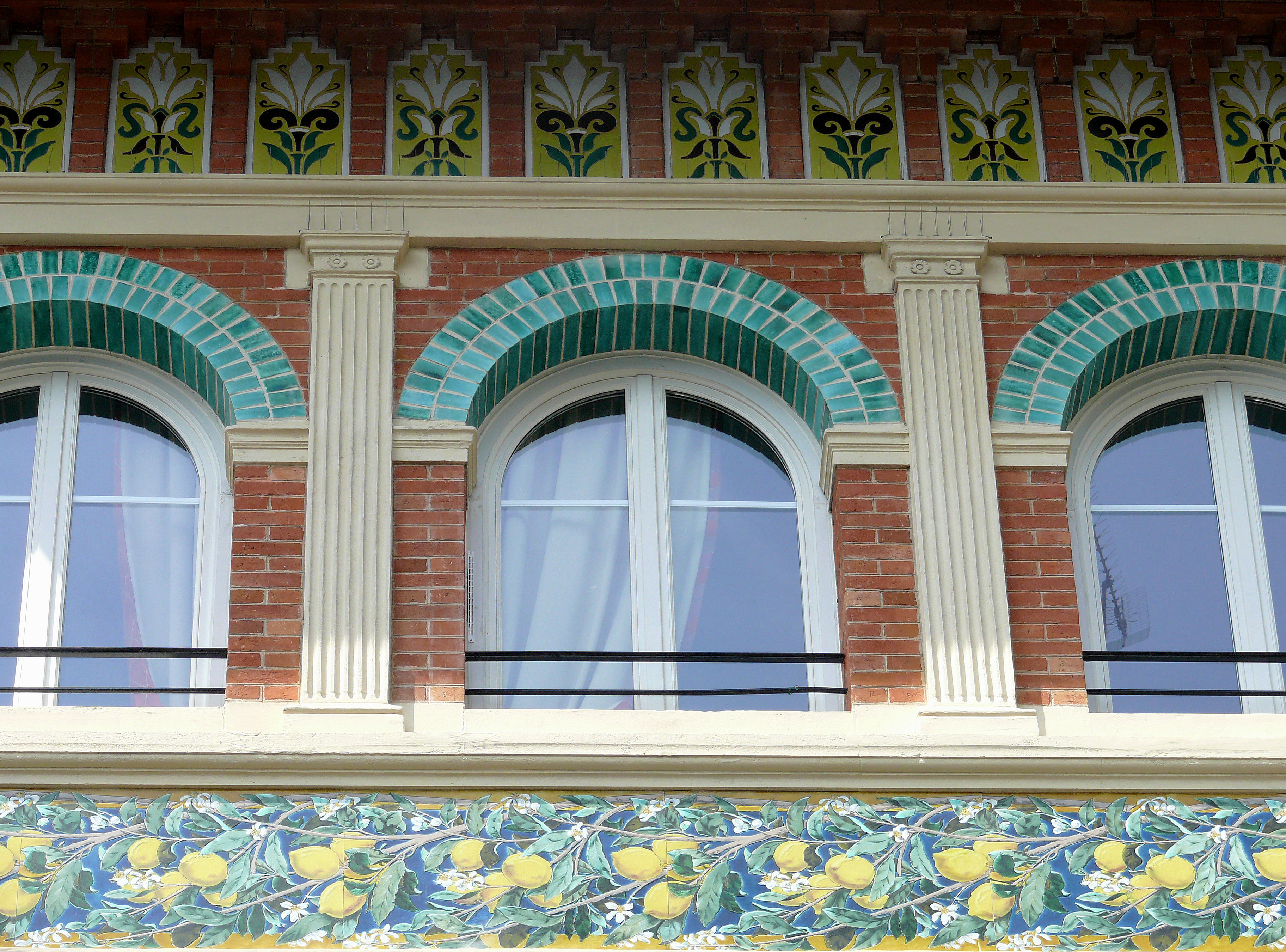
Immeuble no 32. Façade.
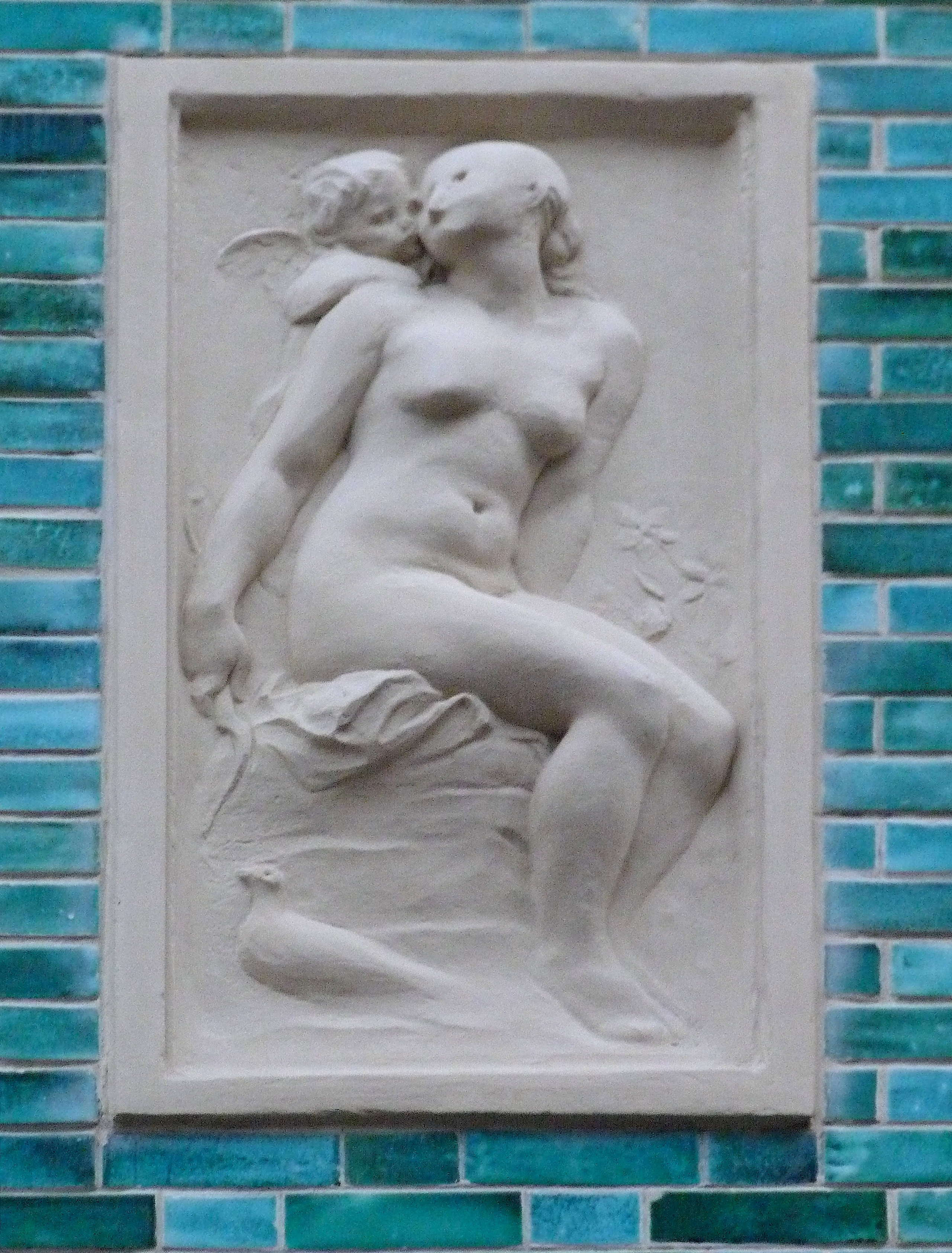
Immeuble no 32. Bas-relief.
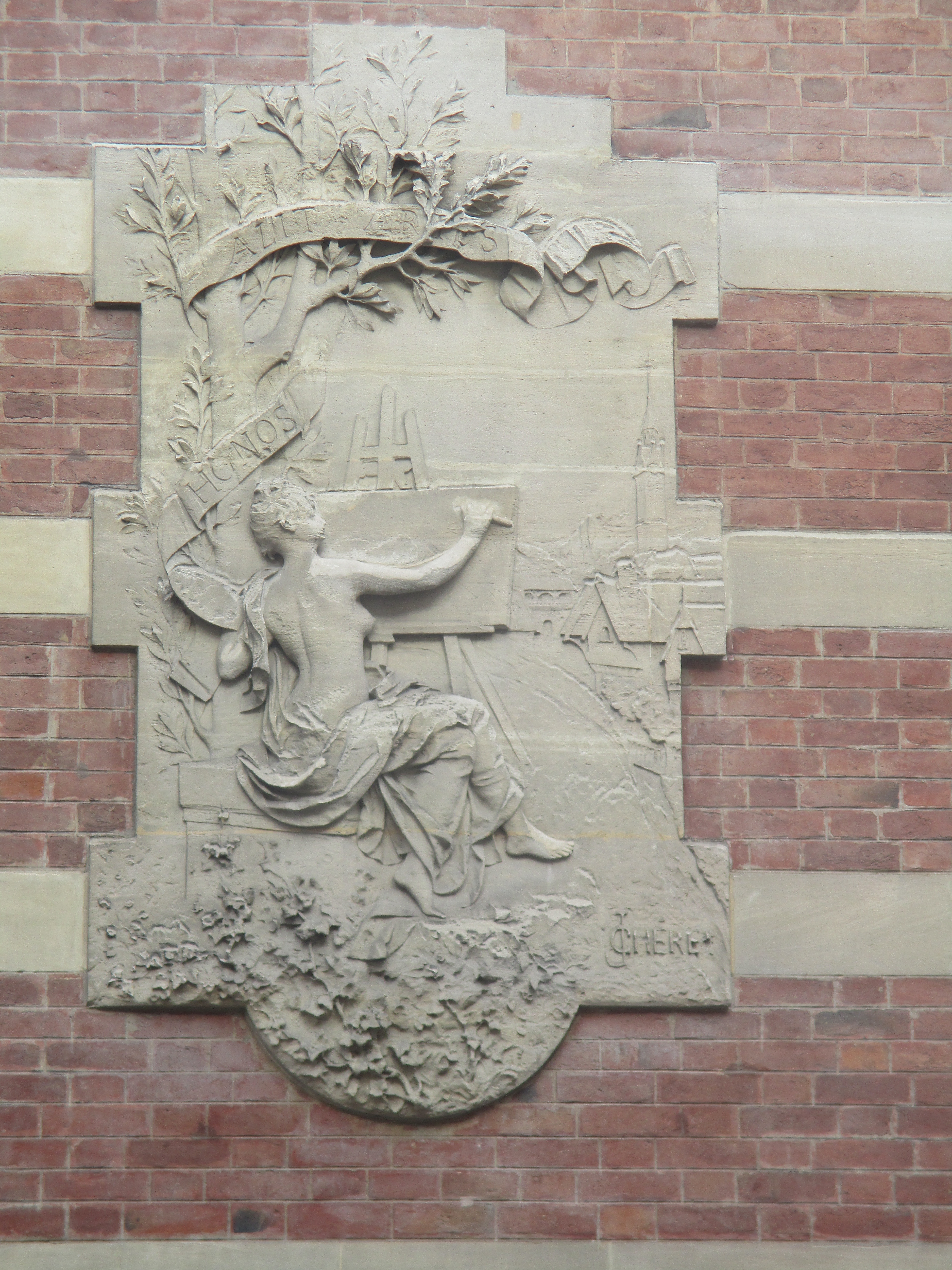
Immeuble no 34. Bas-relief.